# Milvus aegyptius
Milvus aegyptius és el nom científic d'un ocell rapinyaire de la família dels accipítrids (Accipitridae). Es troba a l'Àfrica subsahariana i el sud de la península Aràbiga. El seu estat de conservació es considera de risc mínim.
Està format per dues subespècies, M. a. aegyptius i M. a. parasitus, que diversos autors ubiquen dins Milvus migrans. Viuen en hàbitats variats del continent africà.